# 高瀬川 (京都府)

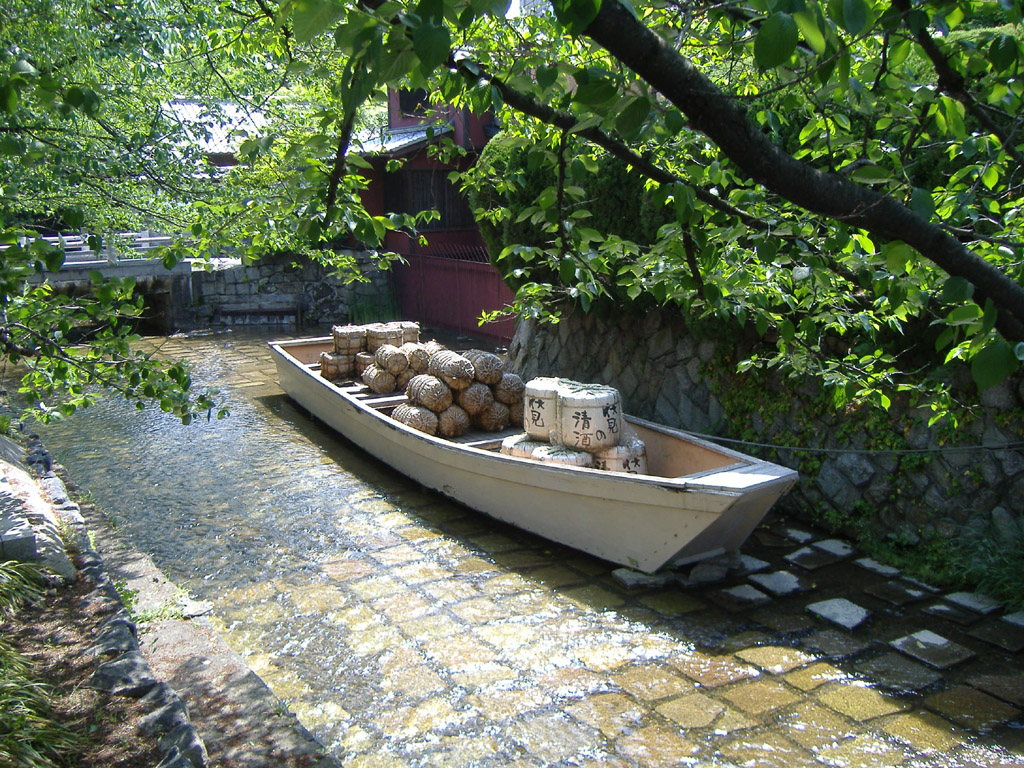
一之舟入を出たところに復元された高瀬舟

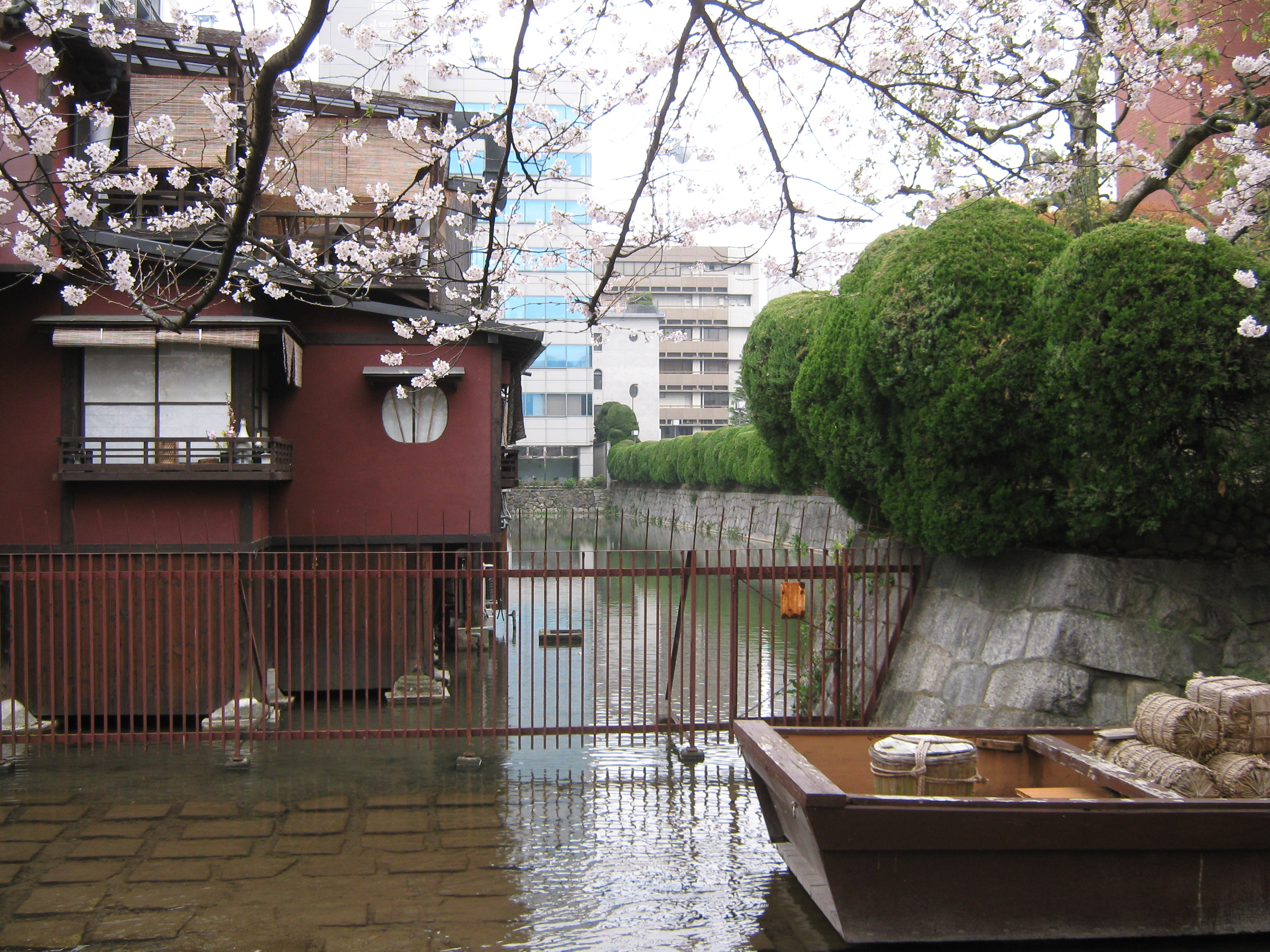
一之舟入への分岐

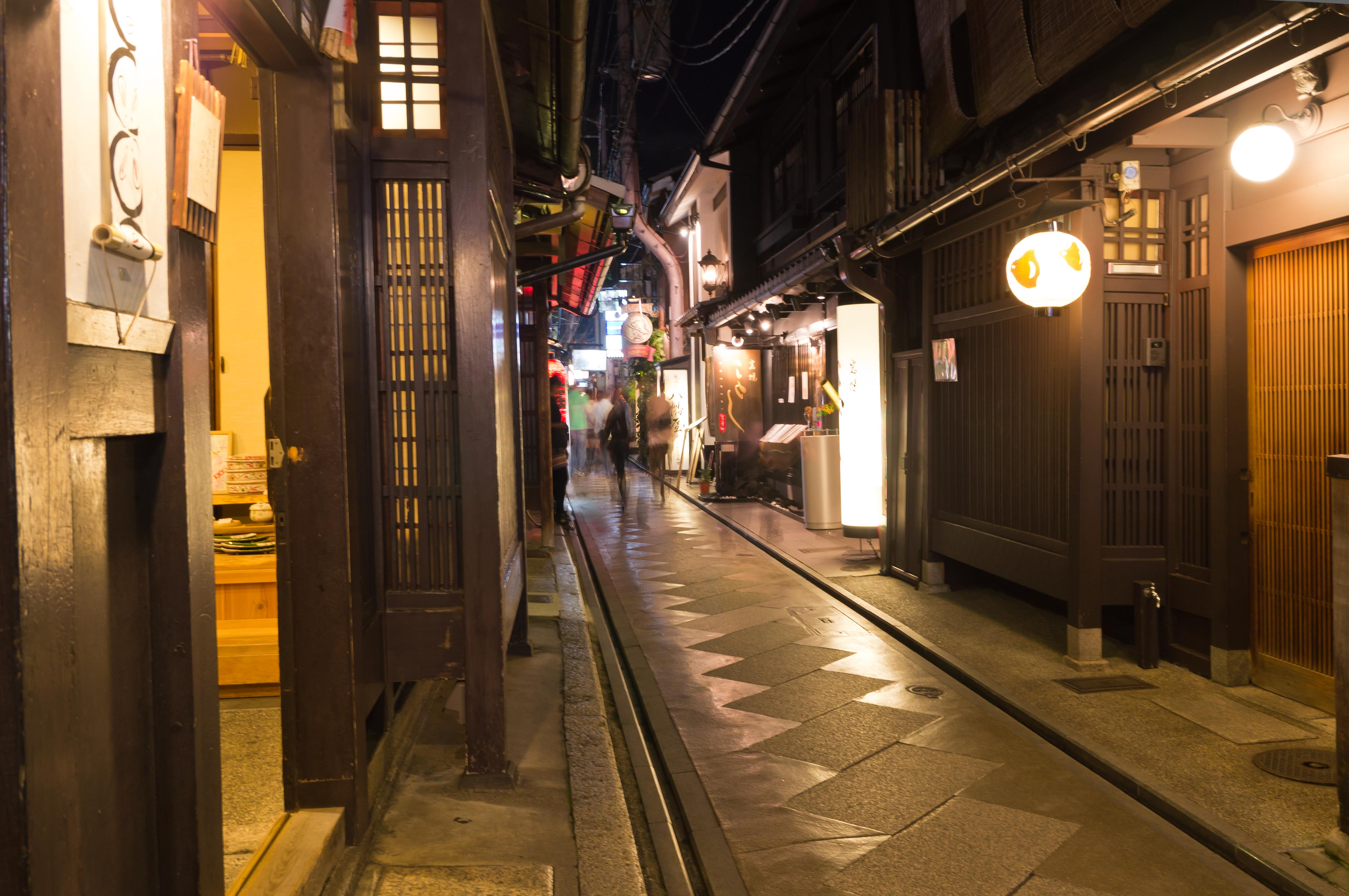
京都五花街の一つの先斗町

高瀬川（たかせがわ）は、江戸時代初期（1611年）に角倉了以・素庵の父子によって、京都の中心部と伏見を結ぶために物流用に開削された運河である。
開削から1920年（大正9年）までの約300年間京都・伏見間の水運に用いられた。名称はこの水運に用いる「高瀬舟」にちなんでいる。
現在は鴨川によって京都側と伏見側に分断されており、上流側を高瀬川（普通河川高瀬川）、下流側を東高瀬川（一級河川東高瀬川）、新高瀬川と呼ぶ。京都中心部三条から四条あたりにかけての高瀬川周辺には花街・先斗町があり京都の盛り場の一つとなっており、桜の名所ともなっている。また、かつては多くの舟入､船回し（回転場所）があったが、今は一之舟入を残すのみである。なお、運河はすでに廃止されており、廃止後は京都市が管理する河川となっている。

## 地理
高瀬川は、二条大橋の南で鴨川西岸を併走する「みそそぎ川」（鴨川の分流（堤外水路）で、東一条付近で鴨川から取水）から取水する。二条から木屋町通沿いの西側を南下し、十条通の上流で一級河川鴨川に合流する。
かつて、京都と伏見を結ぶ運河であった頃は、現在の鴨川合流点のやや上流側で鴨川を東へ横断したのち、一部区間で竹田街道と並行、濠川と合流し伏見港を経て宇治川に合流していた。
現在、鴨川以南は東高瀬川と呼ばれ、上記高瀬川や鴨川とはつながっておらず、流域を持つ一級河川となっている。また、疏水放水路と合流して直接宇治川に流れ出ており、濠川とは合流していない（東高瀬川において、宇治川に直接つなげるために整備された部分を新高瀬川と呼ぶこともある）。

## 流域の自治体
京都府
京都市中京区、下京区、南区、伏見区

## 歴史
慶長15年（1610年）、方広寺大仏殿（京の大仏）の再建において、角倉了以・素庵父子は鴨川を利用して資材運搬を行った。その後慶長19年（1614年）ごろに、父子によって、京都・伏見間の恒久的な運河が完成した。
水深は数十センチメートル程度と浅く、物流には底が平らで喫水の低い高瀬舟と呼ばれる小舟が用いられた。
二条から四条にかけては、荷物の上げ下ろしや船の方向転換をするための「船入」が高瀬川から西側に直角に突き出すように作られた（現在は、史跡指定されている「一之船入」を除き、すべて埋め立てられている。ギャラリー参照）。
七条には「内浜」（うちはま）とよばれる船溜まりがあった（場所は現在の七条河原町を中心とした七条通の北側である）。内浜の設置は、慶安元年（1648年）からの枳殻邸（渉成園）の建設などに合わせて、御土居の付け替え、高瀬川の流路の変更とともに行われた。内浜の名は御土居の内側に位置したことに由来する。
川沿いには、曳子（舟曳き人夫）が高瀬舟を人力で曳いて歩くための曳舟道が設けられた。
江戸時代を通じて、京都と伏見とを結ぶ主要な物流手段として多くの舟が行き交っていた。現在、主に流域となっている中京区や下京区には材木町や塩屋町など当時の水運にちなむ町名が残されている（京都市中京区の町名・京都市下京区の町名も参照）。
明治時代に入り、1894年（明治27年）に琵琶湖疏水（鴨川運河）が通じると、輸送物資の役割分担によって共存を図ろうとしたものの物資輸送量は減少。1920年（大正9年）6月に水運は廃止されることになった。
また、この頃に高瀬川を暗渠化し、路面電車の木屋町線を拡幅する都市計画道路が検討されたが、地元住民の反対により、河原町通に変更された。
1935年（昭和10年）に起きた鴨川大洪水のあと、鴨川の河川改修の一環として鴨川の河床掘削が行われ、鴨川の川底が2メートル程度低くなった。そのため、高瀬川が北から鴨川に流入する地点は十条通付近まで移され、また一方で鴨川横断点の下流側（東高瀬川）では鴨川からの取水が不可能となり、高瀬川は分断されることとなった。分断された東高瀬川は、起点付近は平時はほぼ水がなく、周辺の用水路や琵琶湖疏水・七瀬川を水源としている。
その後1999年（平成11年）に、河川敷の不法占拠対策で実施された河川改修と京都市営東松ノ木団地の建設などにより、流入点がやや北（九条通寄り）に移された。
2010年（平成22年）から、京都市は流域護岸の改修や水量確保などの景観維持を目的とした「高瀬川再生プロジェクト」を実施している。2022年（令和4年）には、このプロジェクトに対し任天堂の創業家である山内家が理事長を務める山内財団から寄付を受けている。

## ギャラリー
- 明治40年頃の高瀬川（京都市立立誠小学校資料より
- 高瀬川源流
- 高瀬川二之船入跡、木屋町御池上ル
- 高瀬川開削375年記念角倉了以翁顕彰碑、立誠ガーデン ヒューリック京都
- 鴨川流入地点の水門用建物（十条通北）
- 三条小橋

## その他
現在は、二条から五条にかけて並行する木屋町通に飲食店が多く立地する。木屋町通周辺、特に三条から四条あたりにかけては花街・先斗町があり京都の盛り場の一つとなっており、週末は夜遅くまで賑わっている。
また、幕末の事変を示す石碑が多く、桜の名所ともなり観光客も多い。
高瀬川と高瀬舟は、森鷗外、吉川英治をはじめ、小説の題材にもしばしば登場する。